# Canisius Bizimana
Canisius Bizimana (ur. 15 stycznia 1984 w Butare) – rwandyjski piłkarz grający na pozycji obrońcy.

## Kariera klubowa
Przez całą karierę piłkarską Bizimana związany był z klubem Mukura Victory z rodzinnego miasta Butare. W 2001 roku zadebiutował w jego barwach w rwandyjskiej pierwszej lidze i grał w nim do 2012 roku.

## Kariera reprezentacyjna
W reprezentacji Rwandy Bizimana zadebiutował w 2003 roku. W 2004 roku został powołany do kadry na Puchar Narodów Afryki 2004. Tam wystąpił we 2 spotkaniach: z Tunezją (1:2 i czerwona kartka) i z Demokratyczną Republiką Konga (1:0). Do 2004 roku rozegrał w niej 3 mecze.